# Matías Aguirregaray
Matías Aguirregaray Guruceaga, född 1 april 1989 i Porto Alegre, Brasilien, är en uruguayansk fotbollsspelare som spelar som högerback. Han har bland annat spelat för argentinska Estudiantes de La Plata. År 2012-2014 spelade han för Uruguays landslag.